# 地震暗点
地震暗点（dim spot）是指地震波屬性在局部顯示的低振幅异常，一般可指碳氢化合物的存在。起因是含碳氢化合物的砂岩其声阻抗比同層含水的声阻抗低的。如果在深層，上層被低声阻抗页岩覆蓋，砂岩頂界反射系数在含碳氢化合物地區會減低。因而造成局部暗点
。在淺部地層，页岩和砂岩声阻抗会交叉相反，反而造成亮点（bright spot）.